# Mountainbike-Weltmeisterschaften 2006
Die 19. Mountainbike-Weltmeisterschaften fanden vom 22. August bis 27. August 2006 in der Nähe der neuseeländischen Stadt Rotorua statt. Am Mount Ngongotaha wurden insgesamt 18 Entscheidungen in den Disziplinen Cross Country, Downhill, Four Cross und Trial ausgefahren.

## Cross Country

### Männer
| Platza 1 | Land | Athlet              | Zeit      |
| -------- | ---- | ------------------- | --------- |
| 1        | FRA  | Julien Absalon      | 2:09:07 h |
| 2        | SUI  | Christoph Sauser    | 2:09:51 h |
| 3        | SWE  | Fredrik Kessiakoff  | 2:11:06 h |
| 4        | SUI  | Ralph Näf           | 2:13:30 h |
| 5        | COL  | Héctor Páez         | 2:13:59 h |
| 6        | SUI  | Thomas Frischknecht | 2:14:27 h |
| 7        | BEL  | Filip Meirhaeghe    | 2:15:02 h |
| 8        | USA  | Jeremiah Bishop     | 2:15:29 h |

Datum: 27. August, 14:00 Uhr

Länge: 41,3 km

### Frauen
| Platz | Land | Athletin             | Zeit      |
| ----- | ---- | -------------------- | --------- |
| 1     | NOR  | Gunn-Rita Dahle      | 1:55:19 h |
| 2     | RUS  | Irina Kalentjewa     | 1:58:05 h |
| 3     | CAN  | Marie-Hélène Prémont | 1:59:42 h |
| 4     | POL  | Maja Włoszczowska    | 2:01:50 h |
| 5     | ESP  | Margarita Fullana    | 2:03:00 h |
| 6     | USA  | Mary McConneloug     | 2:05:27 h |
| 7     | POL  | Anna Szafraniek      | 2:05:41 h |
| 8     | SUI  | Petra Henzi          | 2:05:54 h |

Datum: 27. August, 10:00 Uhr

Länge: 29,7 km

### Männer U23
| Platz | Land | Athlet             | Zeit      |
| ----- | ---- | ------------------ | --------- |
| 1     | SUI  | Nino Schurter      | 1:54:58 h |
| 2     | ITA  | Tony Longo         | 1:55:48 h |
| 3     | CAN  | Max Plaxton        | 1:57:33 h |
| 4     | FRA  | Stéphane Tempier   | 1:58:07 h |
| 5     | DEN  | Jakob Fuglsang     | 1:58:33 h |
| 6     | SUI  | Michel Luginbühl   | 2:00:13 h |
| 7     | SUI  | Gion Manetsch      | 2:00:50 h |
| 8     | RUS  | Jewgeni Petschenin | 2:01:06 h |

Datum: 25. August, 10:00 Uhr

Länge:29,5 km

### Frauen U23
| Platz | Land | Athlet              | Zeit        |
| ----- | ---- | ------------------- | ----------- |
| 1     | CHN  | Chengyuan Ren       | 1:31:17 min |
| 2     | CHN  | Liu Ying            | 1:32:56 min |
| 3     | SUI  | Sarah Koba          | 1:36:14 min |
| 4     | CZE  | Tereza Huriková     | 1:37:52 min |
| 5     | SUI  | Nathalie Schneitter | 1:39:13 min |
| 6     | ITA  | Eva Lechner         | 1:39:32 min |
| 7     | SLO  | Nina Homovec        | 1:40:03 min |
| 8     | AUT  | Elisabeth Osl       | 1:40:30 min |

Datum: 23. August, 12:30 Uhr

Länge: 23,6 km

### Junioren
| Platz | Land | Athlet             | Zeit      |
| ----- | ---- | ------------------ | --------- |
| 1     | SUI  | Mathias Flückiger  | 1:19:37 h |
| 2     | SUI  | Martin Fanger      | 1:20:29 h |
| 3     | SUI  | Pascal Meyer       | 1:21:00 h |
| 4     | FRA  | Alexis Vuillermoz  | 1:22:38 h |
| 5     | ITA  | Cristian Cominelli | 1:22:53 h |
| 6     | AUS  | Daniel Braunsteins | 1:23:04 h |
| 7     | SUI  | Severin Disch      | 1:23:32 h |
| 8     | FRA  | Freddy Betremieux  | 1:23:44 h |

Datum: 24. August, 11:00 Uhr

Länge: 23,6 km

### Juniorinnen
| Platz | Land | Athletin           | Zeit        |
| ----- | ---- | ------------------ | ----------- |
| 1     | SLO  | Tanja Žakelj       | 1:18:23 min |
| 2     | FRA  | Julie Krasniak     | 1:18:46 min |
| 3     | SUI  | Nadja Roschi       | 1:19:36 min |
| 4     | POL  | Katarzyna Solus    | 1:20:20 min |
| 5     | SUI  | Kathrin Stirnemann | 1:21:12 min |
| 6     | GER  | Katharina Haase    | 1:22:52 min |
| 7     | POL  | Marta Sulek        | 1:23:39 min |
| 8     | GBR  | Amy Thompson       | 1:23:48 min |

Datum: 23. August, 10:00 Uhr

Länge: 17,9 km

### Staffel
| Platz | Land | Athleten                                                                 | Zeit      |
| ----- | ---- | ------------------------------------------------------------------------ | --------- |
| 1     | SUI  | Florian Vogel Martin Fanger Petra Henzi Nino Schurter                    | 1:27:20 h |
| 2     | ITA  | Tony Longo Cristian Cominelli Eva Lechner Jader Zoli                     | 1:28:10 h |
| 3     | POL  | Marcin Karczyński Adrian Działakiewicz Maja Włoszczowska Kryspin Pyrgies | 1:28:24 h |
| 4     | FRA  | Alexis Vuillermoz Stéphane Tempier Séverine Hansen Cédric Ravanel        | 1:28:40 h |
| 5     | GER  | Benjamin Rüdiger Sebastian Lehr Sabine Spitz Moritz Milatz               | 1:29:27 h |
| 6     | SWE  | Emil Lindgren Mattias Wengelin Maria Östergren Fredrik Kessiakoff        | 1:29:33 h |
| 7     | ESP  | Carlos Coloma Rubén Ruzafa David Lozano Margarita Fullana                | 1:30:20 h |
| 8     | RUS  | Juri Trofimow Jewgeni Petschenin Jelena Kalentjewa Sergei Nikolajew      | 1:30:22 h |

Datum: 22. August, 13:30 Uhr

## Downhill

### Männer
| Platz | Land | Athlet           | Zeit        |
| ----- | ---- | ---------------- | ----------- |
| 1     | AUS  | Samuel Hill      | 3:11,03 min |
| 2     | RSA  | Greg Minnaar     | 3:15,25 min |
| 3     | AUS  | Nathan Rennie    | 3:17,16 min |
| 4     | GBR  | Steve Peat       | 3:17,92 min |
| 5     | AUS  | Chris Kovarik    | 3:18,04 min |
| 6     | AUS  | Michael Hannah   | 3:19,21 min |
| 7     | FRA  | Cédric Gracia    | 3:19,73 min |
| 8     | FIN  | Matti Lehikoinen | 3:20,79 min |

Datum: 26. August, 13:30 Uhr

Streckenlänge: 2200 m

Höhenunterschied: 330 m

### Frauen
| Platz | Land | Athletin        | Zeit        |
| ----- | ---- | --------------- | ----------- |
| 1     | FRA  | Sabrina Jonnier | 3:50,32 min |
| 2     | GBR  | Tracy Moseley   | 3:53,83 min |
| 3     | GBR  | Rachel Atherton | 3:57,80 min |
| 4     | USA  | Melissa Buhl    | 4:00,40 min |
| 5     | FRA  | Emmeline Ragot  | 4:01,03 min |
| 6     | GBR  | Fionn Griffiths | 4:02,22 min |
| 7     | NZL  | Vanessa Quin    | 4:04,20 min |
| 8     | FRA  | Céline Gros     | 4:04,94 min |

Datum: 26. August, 12:30 Uhr

Streckenlänge: 2200 m

Höhenunterschied: 330 m

### Junioren
| Platz | Land | Athlet            | Zeit        |
| ----- | ---- | ----------------- | ----------- |
| 1     | NZL  | Cameron Cole      | 3:28,29 min |
| 2     | NZL  | Samuel Blenkinsop | 3:29,45 min |
| 3     | FRA  | Antoine Badouard  | 3:29,84 min |
| 4     | GBR  | Ralph Jones       | 3:30,14 min |
| 5     | AUS  | James Maltman     | 3:36,12 min |
| 6     | CAN  | Steve Smith       | 3:36,22 min |
| 7     | AUS  | Mitchell Delfs    | 3:37,26 min |
| 8     | SWE  | Robin Wallner     | 3:28,13 min |

Datum: 26. August, 10:30 Uhr

Streckenlänge: 2200 m

Höhenunterschied: 330 m

### Juniorinnen
| Platz | Land | Athletin         | Zeit        |
| ----- | ---- | ---------------- | ----------- |
| 1     | AUS  | Tracey Hannah    | 4:07,07 min |
| 2     | FRA  | Floriane Pugin   | 4:11,74 min |
| 3     | CAN  | Micayla Gatto    | 4:40,91 min |
| 4     | USA  | Christina Pinney | DNS         |

Datum: 26. August, 10:30 Uhr

Streckenlänge: 2200 m

Höhenunterschied: 330 m

## Four Cross

### Männer
| Platz | Land | Athlet             | Punkte |
| ----- | ---- | ------------------ | ------ |
| 1     | CZE  | Michal Prokop      | 250    |
| 2     | SUI  | Roger Rinderknecht | 200    |
| 3     | GER  | Guido Tschugg      | 150    |
| 4     | GBR  | Dan Atherton       | 120    |
| 5     | NED  | Joost Wichman      | 100    |
| 6     | GBR  | Will Longden       | 80     |
| 7     | CZE  | Michal Marosi      | 60     |
| 8     | USA  | Brian Lopes        | 50     |

Datum: 25. August, 15:00 Uhr

### Frauen
| Platz | Land | Athlet         | Punkte |
| ----- | ---- | -------------- | ------ |
| 1     | USA  | Jill Kintner   | 250    |
| 2     | NED  | Anneke Beerten | 150    |
| 3     | AUT  | Anita Molcik   | 100    |
| 4     | CZE  | Jana Horaková  | 80     |
| 5     | GBR  | Joey Gough     | 60     |
| 6     | USA  | Melissa Buhl   | 40     |
| 7     | USA  | Tara Llanes    | 20     |
| 8     | USA  | Jessica Vogt   | 10     |

Datum: 25. August, 15:00 Uhr

## Trials

### Männer 26"
| Platz | Land | Athlet              | Punkte  |
| ----- | ---- | ------------------- | ------- |
| 1     | BEL  | Kenny Belaey        | 4       |
| 2     | FRA  | Vincent Hermance    | 5       |
| 3     | FRA  | Giacomo Coustellier | 8 (4x1) |
| 4     | FRA  | Marc Caisso         | 8 (2x1) |
| 5     | ESP  | Daniel Comas Riera  | 9       |
| 6     | ESP  | Benito Ros Charral  | 20      |
| 7     | ESP  | Carlos Díaz Codina  | 30      |
| 8     | FRA  | Thibault Veuillet   | 38      |

Datum: 27. August, 14:30 Uhr

### Männer 20"
| Platz | Land | Athlet             | Punkte |
| ----- | ---- | ------------------ | ------ |
| 1     | GER  | Marco Hösel        | 10     |
| 2     | ESP  | Carlos Díaz Codina | 14     |
| 3     | ESP  | Benito Ros Charral | 15     |
| 4     | FRA  | Marc Caisso        | 17     |
| 5     | POL  | Rafal Kumorowski   | 18     |
| 6     | ESP  | Daniel Comas Riera | 22     |
| 7     | GER  | Sebastian Hoffmann | 24     |
| 8     | SLK  | Peter Bartak       | 27     |

Datum: 27. August, 10:30 Uhr

### Frauen
| Platz | Land | Athletin                  | Punkte |
| ----- | ---- | ------------------------- | ------ |
| 1     | SUI  | Karin Moor                | 19     |
| 2     | ESP  | Mireia Abant Condal       | 25     |
| 3     | ESP  | Gemma Abant Condal        | 40     |
| 4     | GER  | Ann-Christin Bettenhausen | 45     |
| 5     | FRA  | Julie Pesenti             | 48     |
| 6     | POL  | Katarzyna Kramarczyk      | 73     |

Datum: 25. August, 09:15 Uhr

### Junioren 26"
| Platz | Land | Athlet              | Punkte |
| ----- | ---- | ------------------- | ------ |
| 1     | FRA  | Aurélien Fontenoy   | 9      |
| 2     | GBR  | Ben Slinger         | 11     |
| 3     | GER  | Matthias Mrohs      | 17     |
| 4     | FRA  | Nicolas Vuillermot  | 18     |
| 5     | AUS  | Joseph Brewer       | 20     |
| 6     | BEL  | Iciar Van Den Bergh | 28     |
| 7     | SUI  | Loris Braun         | 28     |
| 8     | ESP  | Eduard Planas Nuñez | 38     |

Datum: 26. August, 14:30 Uhr

### Junioren 20"
| Platz | Land | Athlet              | Punkte |
| ----- | ---- | ------------------- | ------ |
| 1     | GER  | Marco Thomä         | 6      |
| 2     | FRA  | Aurélien Fontenay   | 14     |
| 3     | GER  | Matthias Mrohs      | 16     |
| 4     | SUI  | Loris Braun         | 17     |
| 5     | ESP  | Eduard Planas Nuñez | 18     |
| 6     | GBR  | Ben Slinger         | 19     |
| 7     | GER  | Dominik Burger      | 24     |
| 8     | FRA  | Nicolas Vuillermot  | 35     |

Datum: 26. August, 13:00 Uhr

## Medaillenspiegel
| Medaillenspiegel |                        |      |        |        |        |
| Platz            | Land                   | Gold | Silber | Bronze | Gesamt |
| 1                | Schweiz                | 4    | 3      | 3      | 10     |
| 2                | Frankreich             | 3    | 4      | 2      | 9      |
| 3                | Deutschland            | 2    | -      | 3      | 5      |
| 4                | Australien             | 2    | -      | 1      | 3      |
| 5                | Volksrepublik China    | 1    | 1      | -      | 2      |
|                  | Neuseeland             | 1    | 1      | -      | 2      |
| 7                | Belgien                | 1    | -      | -      | 1      |
|                  | Norwegen               | 1    | -      | -      | 1      |
|                  | Slowenien              | 1    | -      | -      | 1      |
|                  | Tschechien             | 1    | -      | -      | 1      |
|                  | Vereinigte Staaten     | 1    | -      | -      | 1      |
| 12               | Spanien                | -    | 2      | 2      | 4      |
| 13               | Vereinigtes Königreich | -    | 2      | 1      | 3      |
| 14               | Italien                | -    | 2      | -      | 2      |
| 15               | Niederlande            | -    | 1      | -      | 1      |
|                  | Russland               | -    | 1      | -      | 1      |
|                  | Südafrika              | -    | 1      | -      | 1      |
| 18               | Kanada                 | -    | -      | 3      | 3      |
| 19               | Österreich             | -    | -      | 1      | 1      |
|                  | Polen                  | -    | -      | 1      | 1      |
|                  | Schweden               | -    | -      | 1      | 1      |